# Lamberto Dini
Lamberto Dini (født 1. marts 1931 i Firenze) er en italiensk politiker og økonom, der var landets premierminister fra 1995 til 1996. Han var tidligere justitsminister og fra 1996 til 2001 udenrigsminister.
Dini er kandidat i økonomi fra Università degli Studi di Firenze og arbejdede fra 1959 til 1979 i Den Internationale Valutafond; de sidste tre år som direktør med ansvar for Italien, Grækenland, Portugal og Malta. I 1979 kom han til Banca d'Italia, hvor han var direktør frem til 1994. 
Han blev finansminister i Berlusconis første regering i maj 1994. Regeringen kollapsede dog allerede efter syv måneder, og i januar 1995 udpegede præsident Oscar Luigi Scalfaro Dini til premierminister. Han vandt en tillidsafstemning blandt alle partier på nær kommunisterne. Ved valget i 1996 stillede Dini op med sit eget parti, Rinnovamento Italiano. Han blev indvalgt i deputeretkammeret og var udenrigsminister i fire regeringer under Romano Prodi, Massimo D'Alema og Giuliano Amato. Dinis parti blev senere fusioneret med en række andre midterpartier til Democrazia è Libertà – La Margherita. Ved valget i 2001 blev Dini valgt til Senatet. I 2008 meldte han sig ind i det Berlusconi-ledede Il Popolo della Libertà. 